# Grupa pułkownika Józefa Rybaka
Grupa pułkownika Józefa Rybaka – związek taktyczny Wojska Polskiego z okresu wojny polsko-bolszewickiej.

## Formowanie grupy
Grupa pułkownika Rybaka zorganizowana została tuż przed ofensywą wojsk polskich na Ukrainie w kwietniu 1920.
Dowództwo utworzone zostało z formującego się w Toruniu sztabu Armii Rezerwowej, która miała stanowić odwód wyższych dowództw do użycia na froncie w razie potrzeby.
Wyznaczone do składu grupy oddziały nie stanowiły wcześniej jednolitej struktury organizacyjnej.
Przed wyznaczeniem na stanowisko dowódcy grupy, pułkownik Józef Rybak był oficerem Ministerstwa Spraw Wojskowych.
18 czerwca Naczelne Dowództwo WP zmieniło podporządkowanie grupy. Będąca dotychczas w składzie 3 Armii gen. Edwarda Śmigłego-Rydza, przeszła pod rozkazy dowódcy Grupy Poleskiej gen. Władysława Sikorskiego.

## Struktura organizacyjna
Skład 17 kwietnia 1920:
- dowództwo grupy
- 1 Brygada Strzelców Podhalańskich
- 41 pułk piechoty
- 7 Brygada Jazdy
  - 1 pułk szwoleżerów
  - 17 pułk ułanów
  - pułk jazdy tatarskiej
  - 1/1 dywizjonu artylerii konnej
  - 1/7 dywizjonu artylerii konnej